# Ben Goodger
Ben Goodger (Londra, 1980) è un informatico inglese.
È uno dei più famosi dipendenti della Netscape Communications Corporation e della Mozilla Foundation e capo progetto del browser Firefox. I settori di cui si occupa maggiormente sono:
- Gestione delle estensioni
- Sistema di aggiornamento del programma
- Sistema di download
- Interfaccia delle opzioni
- Interfaccia dei permessi
- Migrazione delle preferenze dagli altri browser
- Integrazione con la shell di Windows

Ben è cresciuto ad Auckland in Nuova Zelanda, si è laureato all'University of Auckland nel maggio del 2003 in Ingegneria informatica. Attualmente vive a Mountain View, nella Santa Clara County, in California e lavora per Google Inc.
Quando era un ragazzo, Ben acquisì una certa fama tra gli amanti degli anime per il suo popolare sito web dedicato a Sailor Moon, chiamato "Millennium", proprio come la sua pagina web personale. Egli è inoltre collezionista di fumetti Disney.